# Martin Braithwaite
Martin Braithwaite (* 5. Juni 1991 in Esbjerg) ist ein dänischer Fußballspieler. Er steht seit Juli 2024 bei Grêmio Porto Alegre unter Vertrag und war dänischer Nationalspieler.

## Karriere

### Vereine

#### Anfänge in Dänemark
Der Sohn eines guyanischen Vaters trat in seiner Kindheit der Esbjerger Sædding-Guldager Idrætsforening (SGI) bei und wechselte in die Jugendabteilung von Esbjerg fB, ehe er sich im Jahre 2007 dem Nachwuchs des FC Midtjylland anschloss. Kurze Zeit später kehrte er zu Esbjerg fB zurück und gab am 4. Oktober 2009 bei der 1:2-Niederlage im Auswärtsspiel am 10. Spieltag in der Superligaen gegen den FC Kopenhagen sein Debüt im Herrenbereich. Martin Braithwaite kam bis zum Ende der Saison in insgesamt zehn Spielen zum Einsatz und dabei immer als Einwechselspieler. In der Saison 2010/11 kam er dann regelmäßiger zum Einsatz, ehe er dann wegen eines Wadenbeinbruchs bis zum Saisonende ausfiel. Esbjerg fB stieg zum Saisonende in die 1. Division ab. In der Zweitligaspielzeit 2011/12 gelang Braithwaite allmählich der Durchbruch und dabei trug er mit fünf Toren in 26 Spielen zum sofortigen Wiederaufstieg der Esbjerger bei. Wieder angekommen in der höchsten dänischen Spielklasse, behielt er seinen Platz in der Stammelf und wurde dabei oftmals als Mittelstürmer oder seltener als hängende Spitze eingesetzt. Martin Braithwaite erreichte mit Esbjerg fB nicht nur den Klassenerhalt, sondern belegte sogar mit seinem Verein den vierten Platz, obwohl sie noch in der Rückrunde noch gegen den Abstieg spielten; dabei steuerte er in 33 Spielen neun Tore bei. Zudem gewann er mit den Esbjergern den dänischen Pokal. In der Folgesaison spielte Braithwaite mit seinem Verein noch viermal und wechselte schließlich noch im August den Verein.

#### FC Toulouse
Im August 2013 wechselte er nach Frankreich zum FC Toulouse. Als Mittelstürmer eingesetzt, war Martin Braithwaite über weite Strecken der Saison Stammspieler und trug mit sieben Toren und acht Vorlagen zum neunten Platz bei. In der Saison 2014/15 war er phasenweise nicht Teil der Startelf, dennoch kam er regelmäßig zum Einsatz. Zum Ende der Hinrunde noch auf Platz 14, stand der FC Toulouse während der Rückrunde phasenweise auf einem Abstiegsrang, konnte allerdings den Klassenerhalt schaffen. Eine Saison später war Martin Braithwaite, als Mittelstürmer und später häufiger als linker Außenstürmer eingesetzt, wieder des Öfteren erste Wahl und schoss elf Tore. Der FC Toulouse belegte ab dem elften Spieltag einen Abstiegsplatz, landete am Ende der Saison allerdings – genau wie ein Jahr vorher – auf dem 17. Tabellenrang, der gleichbedeutend mit dem Klassenerhalt war. In seiner vierten Saison in Südfrankreich spielte Braithwaite nicht gegen den Abstieg und stand dabei während der gesamten Spielzeit mit seinem Verein nie auf einem Abstiegsplatz; zum Ende der Saison stand der 13. Tabellenplatz. Sein Vertrag lief bis 2019, doch nach vier Jahren entschied sich Martin Braithwaite für einen Vereinswechsel.

#### Über Middlesbrough und Bordeaux nach Leganés
Zur Saison 2017/18 wechselte Braithwaite zum englischen Zweitligisten FC Middlesbrough, bei dem er einen Vertrag mit einer Laufzeit bis zum 30. Juni 2021 unterschrieb. Wegen einer Verletzung fehlte er vom zweiten bis zum einschließlich dem neunten Spieltag. Dennoch war Martin Braithwaite erste Wahl und war dabei als linker Außenstürmer, als Mittelstürmer oder als hängende Spitze zum Einsatz gekommen.
Trotzdem verließ er kurz vor Ende des Wintertransferfensters der Spielzeit 2017/18 auf Leihbasis England und kehrte nach Frankreich zu Girondins Bordeaux zurück. Meist als Mittelstürmer eingesetzt, war Braithwaite Stammspieler. Während der Saison häufig im oberen und unteren Mittelfeld der Tabelle, belegte der Verein zum Ende der Spielzeit den sechsten Platz. Zur Saison 2018/19 kehrte Braithwaite zum FC Middlesbrough zurück. Dort spielte er zunächst regelmäßig, bevor er seinen Platz in der Stammelf verlor.
Zum 1. Januar 2019 wechselte Martin Braithwaite zunächst bis zum Saisonende auf Leihbasis zum spanischen Erstligisten CD Leganés. Als Mittelstürmer erkämpfte er sich einen Stammplatz und erzielte in 19 Einsätzen (16-mal von Beginn) vier Tore. Zur Saison 2019/20 erwarb CD Leganés die Transferrechte an Braithwaite. Er behielt seinen Platz in der Stammelf und kam als Mittelstürmer oder als linker und rechter Außenstürmer zum Einsatz. Bis Mitte Februar 2020 erzielte er in 24 Ligaspielen (21-mal von Beginn) 6 Tore.

#### Wechsel zum FC Barcelona
Nachdem sich beim FC Barcelona mit Luis Suárez und Ousmane Dembélé zwei Offensivspieler nach dem Schließen der Transferperiode am 31. Januar 2020 langfristig verletzt hatten, erteilte der spanische Verband dem Verein die Ausnahmegenehmigung, auch außerhalb der Transferperiode einen Spieler aus Spanien nachzuverpflichten. Am 20. Februar zog der FC Barcelona Martin Braithwaites Ausstiegsklausel in Höhe von 18 Millionen Euro. Er unterschrieb einen Vertrag mit einer Laufzeit bis zum 30. Juni 2024, der eine Ausstiegsklausel in Höhe von 300 Millionen Euro enthält. Für die K.-o.-Phase der Champions League 2019/20 war Braithwaite jedoch nicht spielberechtigt, da die Nachmeldefrist am 3. Februar abgelaufen war. Er kam bis zum Ende der Saison regelmäßig zum Einsatz, war aber mit nur vier Startelfmandaten aber kein Teil der Stammelf. Der FC Barcelona wurde zum Saisonende Vizemeister, in der „Königsklasse“ schieden die Katalanen im Viertelfinale – wegen der COVID-19-Pandemie wurde die Champions League ab dem Viertelfinale ohne Rückspiele ausgetragen – mit einer 2:8-Niederlage gegen den FC Bayern München aus. Auch in der Saison 2020/21 war Martin Braithwaite kein Stammspieler und auch verletzungsbedingt kam er in der Liga zu lediglich 29 von 38 möglichen Spielen (zwei Tore) zum Einsatz, immer als Mittelstürmer oder als linker Außenstürmer eingesetzt. Braithwaite überstand mit dem FC Barcelona in der neuen Saison in der Champions League die Gruppenphase – in drei Gruppenspielen gelangen ihm drei Tore – und schied mit seinem Verein im Viertelfinale gegen Paris Saint-Germain aus. In der Liga wurden die Katalanen nur Dritter, allerdings wurde die Copa del Rey gewonnen, nachdem man Athletic Bilbao im Endspiel mit 4:0 schlug. In der Saison 2021/22 kam Martin Braithwaite im Ligaalltag an den ersten drei Spieltagen als linker Außenstürmer und in der Startelf stehend zum Einsatz, doch in der Folgezeit fiel er wegen einer Knieverletzung aus und nach seiner Genesung blieben die Einsatzzeiten mehr oder weniger aus (nur jeweils ein Kurzeinsatz in der Liga und in der Copa del Rey).

#### Espanyol Barcelona
Am 1. September 2022, dem letzten Tag der Transferperiode, einigte er sich mit dem Verein auf eine Vertragsauflösung und unterschrieb beim Stadtrivalen und Ligakonkurrenten Espanyol Barcelona einen Vertrag bis zum 30. Juni 2025.

#### Grêmio Porto Alegre
Im Juli 2024 wechselte er nach Brasilien zu Grêmio Porto Alegre und wurde dort der erste dänische Spieler der Vereinshistorie.

### Nationalmannschaft
Martin Braithwaite spielte dreimal für die dänische U17-Nationalmannschaft, viermal für die U18, elfmal für die U19-Nationalelf und einmal für die U20-Nationalmannschaft. Mit der U21-Nationalmannschaft verpasste er nach zwei Niederlagen gegen Spanien in den Play-offs (0:5 und 1:3) im Oktober 2012 die Qualifikation für die U21-Europameisterschaft 2013 in Israel.
Braithwaite wäre auch für die guyanische A-Nationalmannschaft spielberechtigt gewesen. Er lehnte allerdings eine entsprechende Offerte im Juli 2012 ab. Am 5. Juni 2013 debütierte er in der dänischen A-Nationalmannschaft beim 2:1-Sieg in einem Testspiel in Aalborg gegen Georgien; er wurde nach 61 Minuten für Nicklas Pedersen ausgewechselt. Er kam in sechs Qualifikationsspielen für die EM 2016 zum Einsatz, das dänische Team verpasste die Qualifikation. Zur Fußball-Europameisterschaft 2021 wurde er in den dänischen Kader berufen.

## Titel

### FC Barcelona
- Spanischer Pokal: 2021